# Archeophone Records
Archeophone Records is een Amerikaans platenlabel, dat zich richt op het opnieuw uitbrengen van historische opnames. Het werd in 1998 opgericht door het echtpaar Richard Martin en Meagan Hennessey, in Champaign, Illinois. 
Archeophone restaureert en remastert audio van wasrollen en grammofoonplaten op het gebied van jazz, populaire muziek, vaudeville en het gesproken woord.
De onderneming heeft opnames heruitgebracht van Billy Murray, Bert Williams, Guido Deiro, Nora Bayes, Jack Norworth en Eddie Morton, en van de jazz-groepen de Six Brown Brothers, Benson Orchestra of Chicago, en het orkest van Art Hickman.
Op compilaties staan opnames van onder meer Vess Ossman, Arthur Collins en Byron G. Harlan, Henry Burr, Bob Roberts, Ada Jones, Fred Van Eps,  Sophie Tucker, Harry Lauder en verschillende kwartetten. 
De Archeophone Record-plaat Lost Sounds: Blacks and the Birth of the Recording Industry, 1891-1922 won in 2006 een Grammy Award for Best Historical Album De release, Actionable Offenses: Indecent Phonograph Recordings from the 1890s werd twee keer genomineerd voor een Grammy.
Het label heeft geen relatie met de Archéophone-fabrikant Henri Chamoux.